# On a Long Lonely Night
On a Long Lonely Night er debutalbummet fra den danske poprock-duo Sko/Torp. Det udkom i november 1990 og indeholder sangen "On a Long Lonely Night", hvor Lis Sørensen og Sanne Salomonsen medvirker og som blev en succesfuld single for gruppen.
Albummet er produceret af den svenske guitarist Mats Ronander. Sko/Torp fik kontakt til Ronander på Grøn Koncert-turnéen hvor Søren Sko var korsanger hos Sanne Salomonsen, hvis daværende mand Mats Ronander spillede i sit band. Mats Ronander og Sanne Salomonsen hørte et demobånd, som de var så begejstrede for at Ronander indvilligede i at producere albummet, mens Sanne Salomonsen tilbød at synge kor.
Pladeselskabet Sonet var tilbageholdende med at udgive albummet, da de ikke mente et engelsksproget album ville blive en kommerciel succes. Først da Sanne Salomonsen – hvis daværende mand Mats Ronander havde produceret albummet – pressede på over for pladeselskabets chef, blev albummet udgivet i november 1990.
Albummet var inspireret af den amerikanske vestkystrock. Det blev en stor kommerciel succes med dobbelt-platin og et salg på omkring 200.000 eksemplarer, hvilket gør det til det bedst sælgende debutalbum i Danmark nogensinde. Succesen indbragte duoen to danske Grammy'er i 1991 for Årets nye navn, og Søren Sko for Årets danske sanger.

## Anmeldelser
Anders Rou Jensen fra Politiken karakteriserede albummet som "tilbagelænet, blødt rullende og swingende vestkyst-orienteret rockmusik". Anmelderen sammenlignede Søren Skos vokal med Steve Miller, Robert Palmer og Jackson Browne, og roste producer Mats Ronander der ifølge anmelderen "holder musikken levende og simrende".
Lars Jørgensen skrev i sin anmeldelse for Berlingske Tidende: "Det er tydeligt, at vejen fra demo til færdigt arbejde er blevet gjort med så få mellemregninger som muligt. Det skal produceren Mats Ronander have æren for, fordi han lader det mest nødvendige skinne stærkest igennem og - skønt mulighederne har været til stede - har arbejdet med sangene og ikke fortabt sig i finurlige og overflødige arrangementer"
BTs anmelder Arne Møller sammenlignede On a Long Lonely Night med Steve Miller, Eagles og James Taylor, og skrev: "Rødderne er en velklingende blanding af soul og rhythm-blues. Men de er fra Århus. Pære danske. Med et internationalt potentiale og en sjælden hørt gennemslags-kraft. Et hit for den kommende sommers festivaler."

## Spor
Alle sange er skrevet af Sko/Torp, undtagen "Loser's Game" skrevet af Mats Ronander og Palle Torp.
1. "On a Long Lonely Night" – 3:56
2. "Loser's Game" – 5:07
3. "She's Got Me Rocking" – 3:56
4. "Voice Keep Calling" – 5:27
5. "Seen You Fade Away" – 3:40
6. "Wheels" – 4:17
7. "Get Ready" – 4:01
8. "Stand & Wonder" – 4:27
9. "Early in the Morning" – 2:36
10. "Family Man" – 3:43
11. "Young Girl's Heart" – 4:15